# Hueyáhuatl
Hueyáhuatl är en ort i Mexiko.   Den ligger i kommunen General Heliodoro Castillo och delstaten Guerrero, i den södra delen av landet, 200 km söder om huvudstaden Mexico City. Hueyáhuatl ligger 1 477 meter över havet och antalet invånare är 123.
Terrängen runt Hueyáhuatl är kuperad åt nordost, men åt sydväst är den bergig. Runt Hueyáhuatl är det ganska glesbefolkat, med 21 invånare per kvadratkilometer. Närmaste större samhälle är Tlacotepec, 7,7 km väster om Hueyáhuatl. I omgivningarna runt Hueyáhuatl växer huvudsakligen savannskog.